# Robert Andrieux
Robert Andrieux was een Belgisch schutter.

## Levensloop
Andrieux nam deel aan de Olympische Zomerspelen van 1920 te Antwerpen. Hij trad er met het Belgisch team (voorts bestaande uit Paul Van Asbroeck, Norbert Van Molle, Philippe Cammaerts, Jules Bastin en Léon De Coster) aan in het onderdeel 'militair pistool, team'. Ze behaalden er een zevende plaats in het eindklassement.